# تيدي سكوت
تيدي سكوت (بالإنجليزية: Teddy Scott)‏ (1929 - 21 يونيو 2012) هو لاعب كرة قدم بريطاني في مركز قلب الدفاع. لعب مع نادي بريتشين سيتي.

## وصلات خارجية
- تيدي سكوت على موقع قاعدة بيانات كرة القدم.إي يو (الإنجليزية)